# Willem van Beusekom
Willem Jacobus Marius van Beusekom (Weesp, 4 mei 1947 – Amsterdam, 21 mei 2006) was een Nederlands omroepbestuurder en programmamaker. Hij was verder actief als radio-dj en genoot bekendheid als Nederlands televisiecommentator bij het Eurovisiesongfestival, een rol die hij van 1987 tot en met 2005 vervulde. Zijn laatste functie tot aan zijn overlijden was die van NPS-directeur.

## Opleiding
Van Beusekom werd geboren in Weesp en groeide op in diverse woonplaatsen: Weesp, Hilversum, Alkmaar en Zeist. In de laatste woonplaats behaalde hij het eindexamendiploma HBS. Van jongs af aan was hij geïnteresseerd in radio en televisie. Zo maakte hij met de bandrecorder van zijn ouders radioprogramma's en programmaboekjes en muziekblaadjes. Na de middelbare school ging hij sociologie studeren aan de Universiteit van Amsterdam, waar hij ook ging wonen, maar rondde deze studie niet af omdat hij al te actief was geworden in de muziekwereld.

## Loopbaan
Hij begon zijn carrière in 1968 bij de KRO-televisie. Daar zat hij in het panel van een van de eerste tv-muziekprogramma's, Disco Duel van Herman Stok. Van Beusekom verhuisde daarna naar de VARA, maar bleef zich met muziek bezighouden. Hij presenteerde onder andere de LP Top 20 en diepgravende pop-radiodocumentaires onder de titel Popreconstructie.
Bij de VARA werd Van Beusekom in 1983 directeur radio. Toen in 1995 de NPS werd opgericht, werd hij daar directeur, waar hij op diplomatieke wijze trachtte de NPS een vaste plaats binnen het omroepbestel te geven. Ook bevorderde hij de samenwerking met de VARA en de VPRO op Nederland 3, de thuiszender van deze omroepen.
Van Beusekom was oprichter van de Grote Prijs van Nederland, een concours voor jonge rockbands, waaraan hij leiding gaf tot 1993. In dat jaar werd hij  voorzitter van Conamus, een stichting die zich bezighoudt met de promotie van de Nederlandse popmuziek.
Het Eurovisiesongfestival lag hem na aan het hart. Aan zijn functie als commentator bij het Eurovisiesongfestival hield hij de bijnaam Mister Songfestival over. Ook was hij enige tijd voorzitter van de jury van het Nationaal Songfestival. Het festival van 2006 maakte hij gedeeltelijk nog mee vanaf zijn ziekbed in een Amsterdams ziekenhuis. Een dag na de finale overleed hij aan de complicaties van een darmkankeroperatie.
Van Beusekom ligt begraven op begraafplaats Zorgvlied in Amsterdam-Zuid.